# Papiro 45
Papiro 45 (em latim: Papyrus 45; {\displaystyle {\mathfrak {P}}}45 ou P. Chester Beatty I) é um antigo manuscrito do Novo Testamento  e também uma parte do Papiro Biblico Chester Beatty. Foi provavelmente criado por volta de 250 no Egito. Contém os textos de Mateus 20-21 e 25-26; Marcos 4-9 e 11-12; Lucas 6-7 e 9-14; João 4-5 e 10-11; e Atos 4-17. O manuscrito está atualmente guardado na Biblioteca Chester Beatty, Dublin, Irlanda, à excepção de uma folha contendo Matt. 25:41-26:39 que está na Biblioteca Nacional Austríaca, Viena (Pap. Vindob. G. 31974).

## Condições do manuscrito
O manuscrito está muito danificado e fragmentado. O papiro foi vinculado em um codex, que pode ter consistido de 220 páginas, no entanto apenas 30 sobrevivem (duas de Mateus, seis de Marcos, sete de Lucas, duas de João e 13 de Atos). Todas as páginas têm lacunas, com muito poucas linhas completas. As folhas de Mateus e João são as menores. As páginas originais tinham cerca de 10 por 8 polegadas. Ao contrário de muitos dos outros manuscritos sobreviventes posteriores ao século III, que normalmente contém apenas os Evangelhos ou as epístolas católicas ou as epístolas paulinas, este manuscrito possivelmente continha mais de um agrupamento de textos do Novo Testamento. Esta hipótese deriva da utilização de agrupamentos de duas folhas nos papiros, como se fosse um livro costurado de vários códices.